# IC 443
IC 443 (també anomenada Nebulosa de Medusa i Sharpless 248 (Sh2-248)) és un romanent de supernova Galàctica (SNR) en la constel·lació Gemini. En el pla del cel, és localitzat a prop l'estrella Eta Geminorum.
La seva distància és més o menys 5,000 anys llum de Terra.
IC 443 es creu que són les restes d'una supernova que va ocórrer fa entre 3,000 i 30,000 anys. El mateix esdeveniment de supernova probablement va crea l'estel de neutrons CXOU J061705.3+222127, el romanent col·lapsat del nucli estel·lar. IC 443 és un del casos millors estudiats dels romanents de supernova que interaccionen amb núvols moleculars circumdants.

## Propietats globals
IC 443 és una nebulosa estesa, amb un diàmetre angular de 50 arc/min (per comparació amb la lluna plena que te 30 arc/min). Esta a una distància de 5,000 anys llum de la terra (1,500 parsecs), en comparació amb la seva mida de més o menys 70 anys llum (20 parsecs).

### L'entorn de SNR

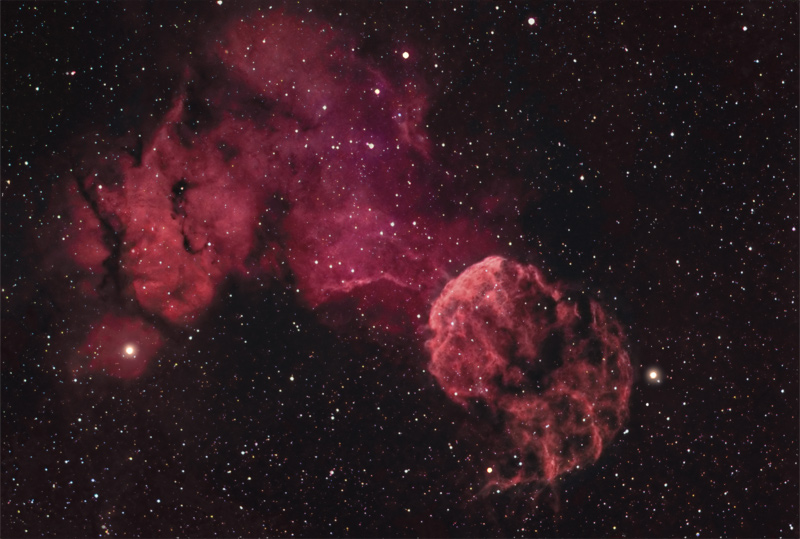
IC 443 imatge de gran camp. Les estrelles η (a la dreta) i μ (a l'esquerra) Geminorum, i l'emissió difusa de S249 (al nord), i el G189.6+3.3 (centre) són visibles.